# 日生エクスプレス
日生エクスプレス（にっせいエクスプレス）は、阪急電鉄大阪梅田駅 - 能勢電鉄日生中央駅間において、平日の朝夕ラッシュ時間帯に運転されている直通の特急列車の愛称。
この「日生エクスプレス」という愛称は、公募によって「イチロ・ニッセイ（イチロ・ニッサンをもじって）」「スターエクスプレス（日生→星）」などの多数の応募の中から選出・決定されたものである。愛称に冠されている「日生」は列車の乗り入れ先である能勢電鉄日生線や終着駅である日生中央駅にちなんだものであるが、この語は阪急日生ニュータウンの開発者である日本生命保険に由来するものである。
ここでは、同列車の代替として2017年3月まで土曜日に運転されていた能勢電鉄の日生急行（にっせいきゅうこう）についても記述する。

## 運行概況
阪急宝塚本線 - 能勢電鉄妙見線 - 能勢電鉄日生線の2社3路線を直通運転している。阪急の通常の特急列車と同様、特急料金なしで利用することができる。また、能勢電鉄線内の定期便においては唯一の通過運転を行う優等列車である。
全列車が大阪梅田駅 - 日生中央駅間で運転され、7往復（朝ラッシュ時間帯に上り大阪梅田行きのみ、夕ラッシュ時間帯に下り日生中央行きのみ各7本）設定されている。
編成は全列車8両編成であるが、2015年3月21日のダイヤ改正以前は朝の梅田（現在の大阪梅田）行きは川西能勢口駅で宝塚寄りに2両を増結し、川西能勢口駅 - 梅田駅間を10両編成で運行する列車があった。
宝塚本線と妙見線の連絡は大阪梅田行き，日生中央行きともに川西能勢口駅3号線に入線し、乗務員の交替後、スイッチバックで発車する。

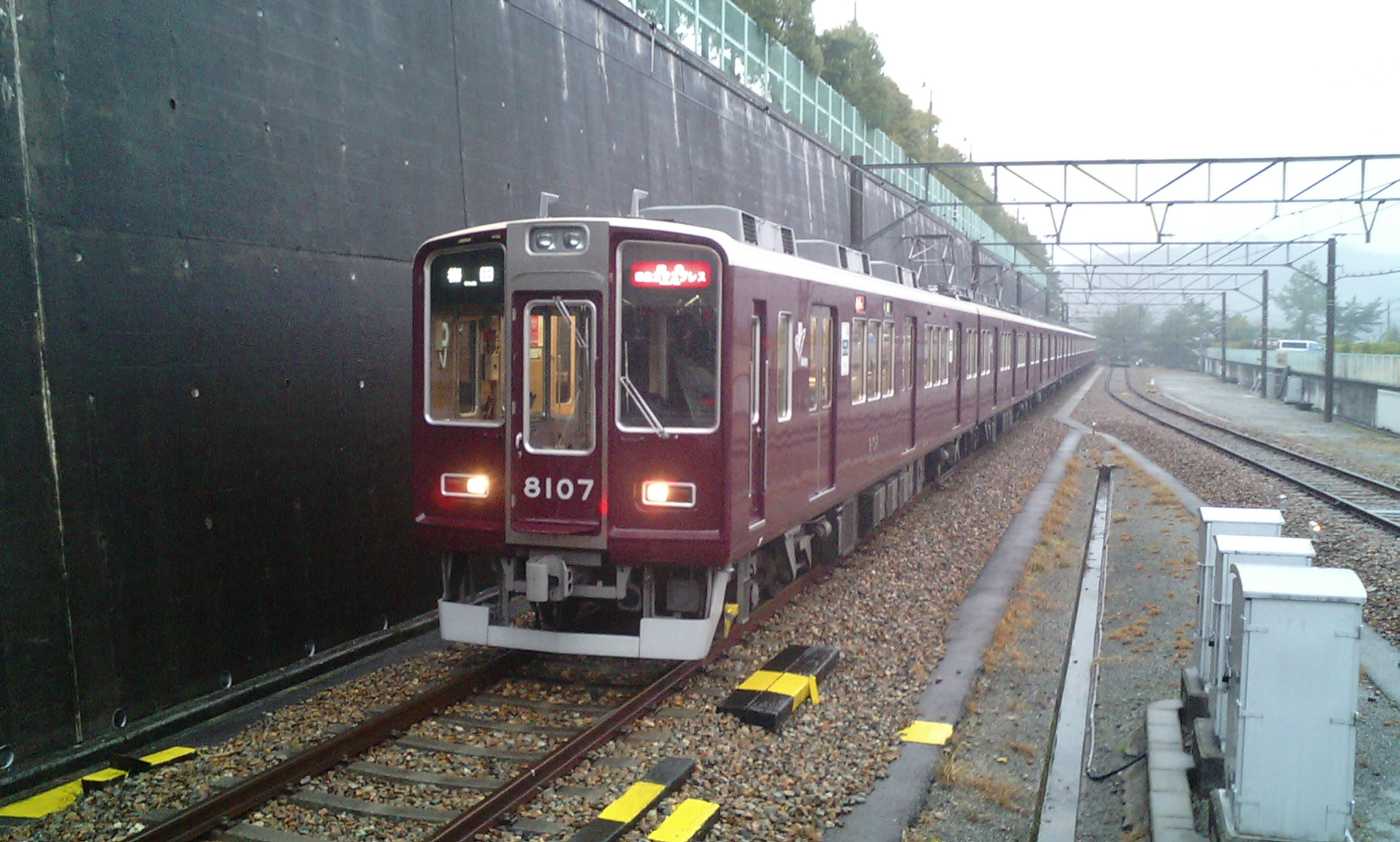
日生中央駅留置線で出発を待つ阪急8000系
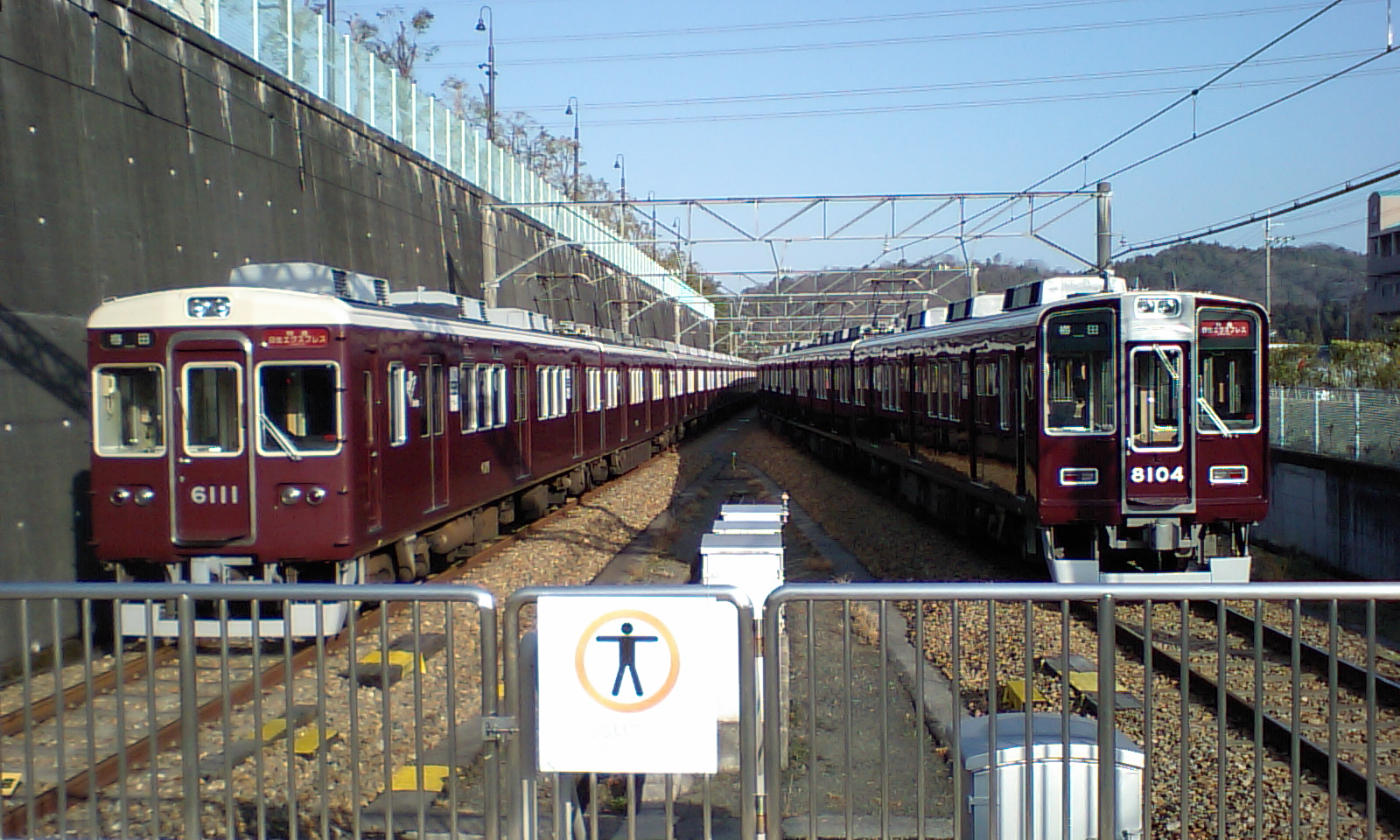
留置線に停まり、出発を待つ、阪急6000系（左）と同8000系（右）

1997年11月の運行開始当時、阪急宝塚本線には梅田駅（現・大阪梅田駅） - 宝塚駅間を結ぶ特急列車（以下本線特急）が別途設定されており、同線内での停車駅は特急「日生エクスプレス」と同一であった。
しかし、2000年6月4日のダイヤ改正以降、本線特急は停車駅に新たに3駅が加えられる形で当初の2倍の6駅へと変更され、運転時間帯も含めて差別化が図られた。これにより、「日生エクスプレス」の名称は特急列車の愛称よりも種別としての位置づけに近くなった。なお、本線特急は2003年8月30日のダイヤ改正をもって廃止されている。

### 日生急行
2017年3月18日のダイヤ改正以前には、特急「日生エクスプレス」が運休となる土曜日朝ラッシュ時間帯に、代替として能勢電鉄内の停車駅が同一である日生急行日生中央発川西能勢口行きを2本運行していた。日生急行は能勢電鉄の4両編成で運転され、川西能勢口到着後は回送や普通で日生中央方面へ折り返していた。なお英語で「Nissei Express」と示した場合は種別としての「日生急行」の方を指す。特急「日生エクスプレス」の英語表記は種別としての「特急」を指す「Limited Exp.」である。

## 使用車両
2025年3月現在
平井車庫所属の8両編成が使用されている。
- 阪急2000系電車[1]
- 阪急1000系電車
- 阪急8000系電車
- 阪急・能勢電鉄6000系電車

なお、上記の車両には阪急用と能勢電鉄用の列車無線アンテナを装備しており、阪急1000系・2000系以外は、列車無線アンテナが2本ある。
過去の車両
- 阪急7000系電車
  - 2両編成の増結車であったが、2015年3月21日のダイヤ改正で10両編成廃止に伴い離脱。

## 停車駅
| 阪急宝塚本線 | 阪急宝塚本線 | 阪急宝塚本線 | 阪急宝塚本線 | 阪急宝塚本線 | 阪急宝塚本線 | 阪急宝塚本線 | 阪急宝塚本線 | 阪急宝塚本線 | 能勢電鉄妙見線 | 能勢電鉄妙見線 | 能勢電鉄妙見線 | 能勢電鉄妙見線 | 能勢電鉄妙見線 | 能勢電鉄妙見線 | 能勢電鉄妙見線 | 能勢電鉄日生線 | 能勢電鉄日生線 | 能勢電鉄日生線 |
| 大阪梅田駅   | -            | 十三駅       | -            | 石橋阪大前駅 | -            | 池田駅       | -            | 川西能勢口駅 | 川西能勢口駅   | -              | 平野駅         | -              | 畦野駅         | -              | 山下駅         | 山下駅         | -              | 日生中央駅     |

## 沿革

### 「日生エクスプレス」の運行開始
特急「日生エクスプレス」運行開始以前から日生中央発川西能勢口行き「日生急行」が存在していた。停車駅は山下駅と畦野駅で、平野駅は通過であった。これは日生急行が妙見急行と比べて利用者数が多く、上り川西能勢口行きは平野での乗車が困難だったためとされている。1996年から1997年には阪急宝塚本線の特急と接続する下り日生中央行きの日生急行も設定され、これも平野駅通過だった。下り日生急行は1997年11月の特急「日生エクスプレス」設定とともに廃止された。特急「日生エクスプレス」も、当初は平野駅を通過予定だった。これは前述の乗客数の理由とは別に、当時は平野駅が用地の関係から、8両編成対応工事が困難だったためである。結局、地元の反対を受け、1番線と2番線のみ川西能勢口側の踏切脇までホームを8両対応まで延伸した上で、特急「日生エクスプレス」は運行開始から平野駅に停車することとなった。

### 年表

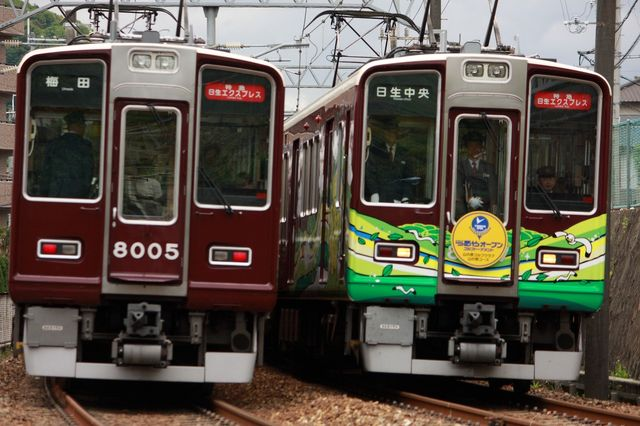
土曜・休日臨時ダイヤでの日生エクスプレス

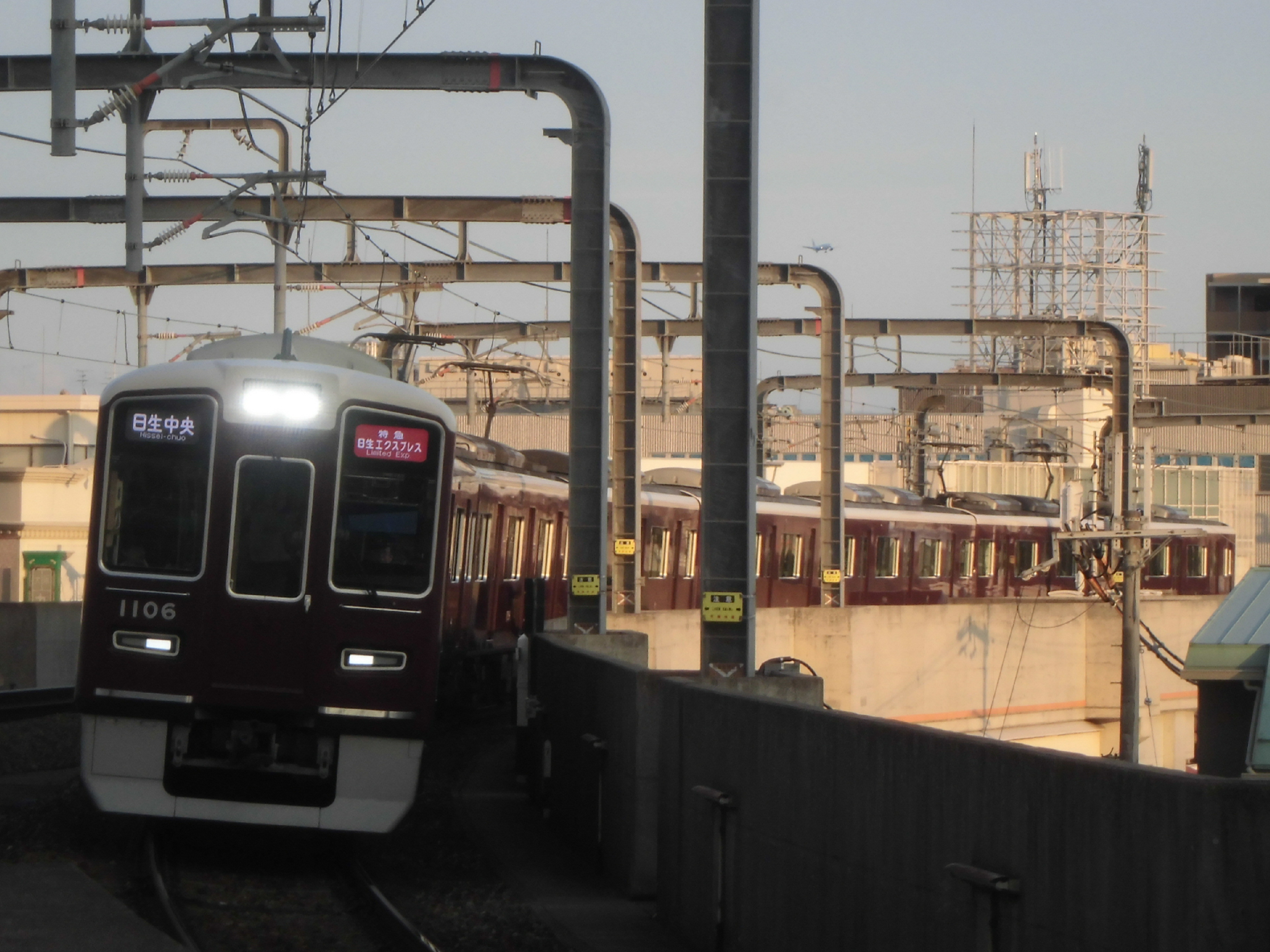
2015年3月から運用に入った1000系（豊中駅にて）

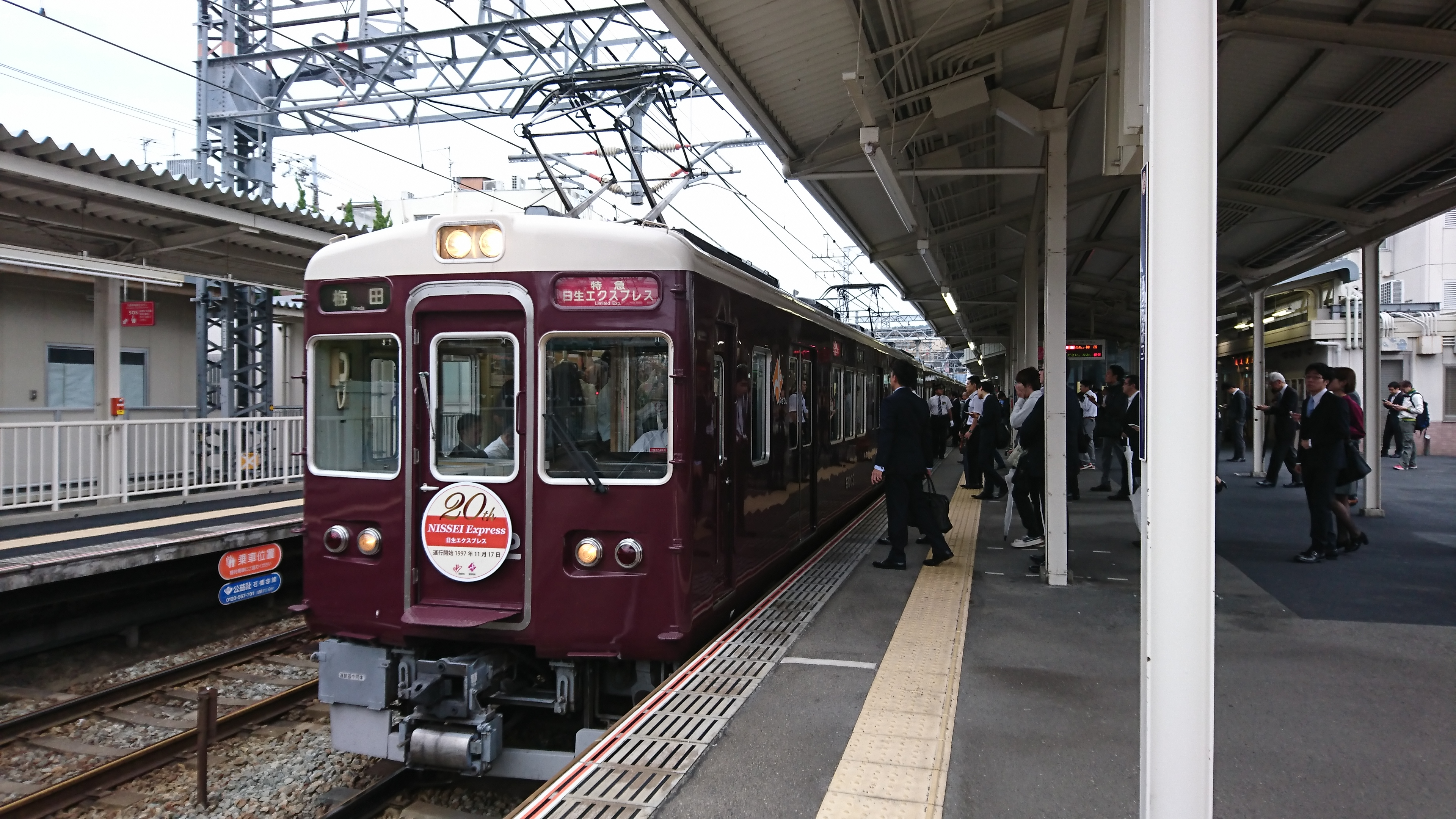
日生エクスプレス運行開始20周年記念ヘッドマークを掲出した能勢電鉄6000系（石橋阪大前駅にて）

- 1996年（平成08年）3月24日：阪急電鉄・能勢電鉄 川西能勢口駅の高架駅舎が完成。
- 1997年（平成09年）
  - 11月16日：阪急電鉄・能勢電鉄 ダイヤ改正。川西能勢口駅3号線を使用開始。同日日生中央駅前交通広場で「特急日生エクスプレスまつり」が開催され、浜村淳・匠ひびきを招いたトークショーの他、貸切列車を運行。
  - 11月17日：梅田駅（現在の大阪梅田駅） - 日生中央駅間で特急「日生エクスプレス」の運行を開始。1日6本（上り3本、下り3本）運行（上下とも30分間隔）。
- 2000年（平成12年）6月4日：ダイヤ改正により増発。1日7本（上り15分間隔3本、下り20分間隔4本）となる。
- 2003年（平成15年）8月30日：ダイヤ改正により増発。1日14本（上り7本、下り7本）となる。停車駅に池田駅が追加された。
- 2009年（平成21年）
  - 4月18日 - 26日：この期間の土休日に沿線で開催された「つるやオープンゴルフトーナメント」に合わせ、臨時特急「日生エクスプレス」を梅田駅 - 日生中央駅間で運転[2]。
  - 10月31日 - 11月15日：土休日に臨時特急「日生エクスプレス」を運転（朝の日生中央発梅田行き2本のみ）[3]。これ以降、春・秋の毎行楽期に同様に臨時列車が運転される[4][5]。
- 2010年（平成22年）04月25日・26日：沿線で開催された「つるやオープンゴルフトーナメント」に合わせ、臨時特急「日生エクスプレス」を梅田発日生中央行きで運転。
- 2011年（平成23年）04月25日・26日：沿線で開催された「つるやオープンゴルフトーナメント」に合わせ、臨時特急「日生エクスプレス」を梅田発日生中央行きで運転。
- 2015年（平成27年）
  - 3月21日：ダイヤ改正により、上り列車の川西能勢口駅 - 梅田駅間での10両編成の運転を廃止し、全列車8両編成に統一。阪急1000系での運用を開始。
  - 秋：利用者数の減少により、春・秋の行楽期の臨時特急「日生エクスプレス」の運行を取り止め。
- 2017年（平成29年）11月17日：運行開始20周年を迎え[6]、一部の車両に記念のヘッドマークを掲出。
- 2025年（令和7年）5月2日：阪急2000系での運用が開始。